# أنوسيت تيرميي
أنوسيت تيرميي (19 يناير 1995 ببانكوك في تايلاند - ) هو لاعب كرة قدم تايلندي في مركز حراسة المرمى. لعب مع بانكوك يونايتد وThai Honda F.C. ‏.

## وصلات خارجية
- أنوسيت تيرميي على موقع قاعدة بيانات كرة القدم.إي يو (الإنجليزية)
- أنوسيت تيرميي على موقع Soccerway.com (الإنجليزية)